# Gröndals Idrottsklubb
Il Gröndals Idrottsklubb (meglio noto come Gröndals IK o semplicemente Gröndal) è una società calcistica svedese con sede nella periferia sud-occidentale della città di Stoccolma. Disputa le proprie partite casalinghe presso l'Aspuddens IP.

## Storia
L'idea di formare un club sportivo a Gröndal venne ai fratelli Nils ed Evald Widell, insieme a Knut Tapper ed a Erik e Holger Johansson.
Il Gröndals IF, questa la denominazione dell'epoca, nacque ufficialmente il 16 dicembre 1928. La polisportiva fu attiva nel calcio, nel bandy e per un breve periodo anche nella pallamano.
Qualche anno più tardi, a livello locale venne a formarsi un'altra polisportiva, chiamata Gröndals AIS. Nel 1937 le due società si unirono per formare una nuova realtà, che prese l'attuale nome di Gröndals IK. Nel tempo, tutte le sezioni ad eccezione di quella calcistica hanno cessato l'attività.
Il punto più alto della storia del club venne toccato durante gli anni '50, quando la squadra partecipò a cinque campionati di terza serie (la quale all'epoca si chiamava Division 3), con un 3º posto come miglior piazzamento.
Il Gröndals IK seppe tornare in terza serie qualche decennio dopo, giocandovi tra il 2007 e il 2010. Durante l'annata 2008 i biancoblu sono stati a lungo in corsa per il 2º posto, valido per gli spareggi promozione, ma il piazzamento finale vide la squadra occupare la 4º posizione.
Al termine della stagione 2010, il club dovette ripartire dal basso a causa di problemi economici. A tal proposito ci fu l'accordo con il BK Carmen, per prendere il posto della squadra che giocava in Division 6.

## Palmarès

### Competizioni nazionali
- Division 2: 1

2006